# Sankta Cecilia (sång)
"Sankta Cecilia" är en sång skriven av Göran Folkestad och Vicki Benckert. Lotta Pedersen och Göran Folkestad medverkade i Melodifestivalen 1984 med låten, som slutade på andra plats bakom segrande Herreys låt "Diggi loo diggi ley". Låten släpptes 1984 som singel, med sången "Du" på B-sidan. Den låg också på Folkestads album Du har tänt en eld i mig från samma år.
Sången utgavs även på Kikki, Bettan & Lottas samlingsalbum "20 år med oss" från 2002.